# Udflytningen af statslige arbejdspladser i 2018
Udflytningen af statslige arbejdspladser i 2018 er anden del af regeringens plan for udflytning, eller indflytning, som det kaldes af regeringen, af statslige arbejdspladser, der går under navnet Bedre Balance, denne nye udflytning går under navnet Bedre Balance II og blev iværksat i 2018.

## Planen

### Hele institutioner der flyttes
| Institution                                                  | Antal arbejdspladser | Destination   | Note |
| ------------------------------------------------------------ | -------------------- | ------------- | ---- |
| Miljøstyrelsen                                               | 440                  | Odense        |      |
| Statsligt gasselskab                                         | 188                  | Svinninge     |      |
| Styrelsen for Patientklager                                  | 141                  | Aarhus        |      |
| Nota                                                         | 80                   | Nakskov       |      |
| Energitilsynet                                               | 78                   | Frederiksværk |      |
| Danmarks Innovationsfond                                     | 46                   | Aarhus        |      |
| De Økonomiske Råds sekretariat                               | 33                   | Horsens       |      |
| Lønmodtagernes Garantifond                                   | 31                   | Frederikshavn |      |
| Miljømærkesekretariatet                                      | 24                   | Løgstør       |      |
| Dansk Sprognævn                                              | 15                   | Bogense       |      |
| Lokale- og Anlægsfonden                                      | 14                   | Nyborg        |      |
| Sekretariatet for Frivilligrådet og Det Centrale Handicapråd | 11                   | Brovst        |      |
| Lønmodtagernes Fond for Tilgodehavende Feriemidler           | 10                   | Frederikshavn |      |
| Sekretariatet for Studievalg Danmark                         | 4                    | Odense        |      |
| I alt                                                        | 1.115                |               |      |

### Deludflytninger
| Institution                                      | Antal arbejdspladser | Antal arbejdspladser | Destination            | Note |
| ------------------------------------------------ | -------------------- | -------------------- | ---------------------- | ---- |
| Politiet                                         | 125                  | 120                  | Holstebro              |      |
| Politiet                                         | 125                  | 5                    | Vejle                  |      |
| Styrelsen for Undervisning og Kvalitet           | 95                   |                      | Holbæk                 |      |
| Statens Administration                           | 75                   |                      | Hjørring               |      |
| Banedanmark                                      | 60                   |                      | Ringsted               |      |
| Erhvervsstyrelsen                                | 56                   |                      | Nykøbing Falster       |      |
| Trafik-, Bygge- og Boligstyrelsen                | 40                   |                      | Ribe                   |      |
| Styrelsen for Forskning og Uddannelse            | 28                   |                      | Svendborg              |      |
| Moderniseringsstyrelsen                          | 23                   |                      | Hjørring               |      |
| Statens It                                       | 20                   |                      | Augustenborg           |      |
| Styrelsen for Institutioner og Uddannelsesstøtte | 18                   |                      | Svendborg              |      |
| Udlændingestyrelsen                              | 15                   |                      | Næstved                |      |
| Digitaliseringsstyrelsen                         | 13                   |                      | Nykøbing Falster       |      |
| Styrelsen for Patientsikkerhed                   | 12                   |                      | Slagelse               |      |
| Nationalt Genom Center                           | 10                   |                      | Ikke endeligt fastlagt |      |
| Energinet                                        | 10                   |                      | Stenlille              |      |
| Sikkerhedsstyrelsen                              | 6                    |                      | Esbjerg                |      |
| I alt                                            | 606                  |                      |                        |      |